# Rürup-Kommission
Rürup-Kommission, eigentlich Kommission für Nachhaltigkeit in der Finanzierung der Sozialen Sicherungssysteme, bezeichnete eine Expertenrunde unter dem Vorsitz von Bert Rürup, die im Auftrag der Bundesregierung Vorschläge zur nachhaltigen finanziellen Stabilisierung der sozialen Sicherungssysteme erarbeiten sollte. Mitglieder waren u. a. Universitätsprofessoren, Arbeitgeber und Vertreter der Gewerkschaften. 
Die Kommission wird auch als Rürup-II-Kommission bezeichnet, nachdem bereits infolge des Urteils des Bundesverfassungsgerichts vom 6. März 2002 die Sachverständigenkommission zur Neuordnung der steuerrechtlichen Behandlung von Altersvorsorgeaufwendungen und Altersbezügen (Rürup-I-Kommission) unter dem Vorsitz von Bert Rürup einberufen worden war. Deren Vorschläge mündeten 2004 in das Alterseinkünftegesetz. 
Die Rürup-II-Kommission wurde am 21. November 2002 einberufen und beendete ihre Arbeit mit der Übergabe des Rürup-Berichts am 28. August 2003 in Berlin an die damalige Bundesministerin für Gesundheit und Soziale Sicherung, Ulla Schmidt (SPD).
Die Christlich Demokratische Union Deutschlands (CDU) führte parallel zur Rürup-Kommission die Herzog-Kommission durch.

## Teilnehmer
Die Teilnehmer der Kommission waren im Einzelnen: 
- Bert Rürup, TU Darmstadt
- Heinrich Tiemann, Bundesministerium für Gesundheit und Soziale Sicherung
- Roland Berger, Roland Berger Strategy Consultants, München
- Axel Börsch-Supan, Universität Mannheim
- Claus-Michael Dill, Axa
- Dominique Döttling, Döttling & Partner Beratungsgesellschaft, Uhingen
- Ursula Engelen-Kefer, Deutscher Gewerkschaftsbund
- Gisela Färber, Hochschule für Verwaltungswissenschaften Speyer
- Günther Fleig, DaimlerChrysler AG
- Nadine Franz, Schering AG, Berlin
- Jürgen Husmann, Bundesvereinigung der Deutschen Arbeitgeberverbände
- Karl Lauterbach, Universität Köln
- Edda Müller, Verbraucherzentrale Bundesverband e. V., Berlin
- Eckhard Nagel, Universität Bayreuth
- Frank Nullmeier, Universität Bremen
- Helmut Platzer, AOK Bayern, München
- Bernd Raffelhüschen, Albert-Ludwigs-Universität Freiburg
- Franz Ruland, Verband Deutscher Rentenversicherungsträger, Frankfurt am Main
- Josef Schmid, Eberhard Karls Universität Tübingen
- Manfred Schoch, BMW
- Barbara Stolterfoht, Deutscher Paritätischer Wohlfahrtsverband
- Gitta Trauernicht, Niedersächsische Sozialministerin
- Eggert Voscherau, BASF, Ludwigshafen
- Gert G. Wagner, TU Berlin
- Klaus Wiesehügel, IG Bauen-Agrar-Umwelt, Frankfurt am Main
- Rosemarie Wilcken, Deutscher Städtetag

Die Kommission erarbeitete Maßnahmen, die die Sozialversicherung, insbesondere die Renten-, Kranken- und Pflegeversicherung, unter Berücksichtigung der Generationengerechtigkeit langfristig finanziert und somit zukunftsfest macht. Der Bericht ist fachliche Grundlage für weitere zukünftige Reformen der Sozialversicherung. Die empfohlenen Maßnahmen der Kommission befinden sich gerade in der politischen Diskussion und werden in den Medien besprochen und publiziert.

## Bericht
Im sog. Rürup-Bericht werden unterschiedliche Maßnahmen zur Stabilisierung der Sozialversicherung erarbeitet und vorgeschlagen. Dies betrifft die Rentenversicherung, Krankenversicherung und Pflegeversicherung.

### Rentenversicherung
Für die Rentenversicherung schlägt die Kommission folgende Maßnahmen vor:
1. Erhaltung des bisherigen Systems der Umlagefinanzierung
2. Anhebung des gesetzlichen Renteneintrittsalters von 65 auf 67 Jahre
3. Ergänzung der Rentenformel um den sog. Nachhaltigkeitsfaktor. Dadurch soll eine Stabilisierung der Rentenbeiträge auf maximal 22 % des Bruttolohns eines Arbeitnehmers (2008: 19,9 %) gesichert werden.

### Krankenversicherung
Bei der Krankenversicherung werden die Stärkung der Einnahmenseite und die Stabilisierung/Reduzierung der Ausgabenseite diskutiert. Je nach Einschätzung der politischen Dringlichkeit von Nah- und Fernwirkungen werden von manchen Experten Vorschläge mehr für die Einnahmenseite (Rürup, Lauterbach) und von anderen mehr für die Ausgabenseite (Raffelhüschen) gemacht. Für die Stabilisierung der Einnahmenseite hat sich die Kommission mit zwei Modellen befasst:

#### Bürgerversicherung
Bei der Bürgerversicherung geht es im Kern um die Beibehaltung des bestehenden Solidarsystems mit 
a) Ausweitung auf bisher nicht einbezogene Gruppen
(Beamte, Selbständige, privat Versicherte...)
b) Ausweitung der Beitragsermittlung auf weitere Einkommensarten (Kapitaleinkünfte, …) und zu diesem Zweck Erhöhung der Bemessungsgrenze (mit Berücksichtigung eines Freibetrags auf Zinseinnahmen). Die Beiträge steigen konstant mit dem Einkommen an, bis sich ein maximaler Versicherungsbeitrag von 5.100 €/Jahr ergibt. Ab da bleiben sie konstant.
Ziele: Senkung der Beiträge der gesetzlichen Krankenkassen durch mehr Beitragszahler und höhere/korrektere Beiträge für Leute, die bisher einen Teil ihrer Einkünfte der solidarischen Beitragszahlung entziehen konnten und gleichzeitig Senkung der Lohnnebenkosten. Beibehaltung der staatlichen Instrumente zur Ausgabenbegrenz der Krankenkassen.

#### Kopfpauschale
Bei der Gesundheitsprämie geht es um einen gleichen Krankenkassenbeitrag für alle Erwachsenen, Kinder mitversichert (Rürup jetzt: halbierter Satz für Kinder).
Ausgangspunkt: Bei Umrechnung der Gesamtkosten der Krankenversicherung auf alle Erwachsenen in Deutschland ergeben sich derzeit Durchschnittskosten von 210 €/Monat. Wer zurzeit mehr zahlt würde entlastet (die "Besserverdienenden"), wer zurzeit weniger zahlt würde belastet (die "Geringverdienenden"). 
Lösungsvorschlag zum sozialen Ausgleich: Bezahlt werden maximal 210 Euro/Monat, minimal aber 14 % (wie derzeit) und die eventuelle Differenz als Zuschuss aus dem Steueraufkommen (→ höhere Steuern/Abgaben). 
Übergang: Der Arbeitgeberbeitrag wird dem Bruttolohn zugeschlagen und versteuert. Ab dann ist es Sache der Tarifparteien, auch die Krankenversicherung in die Überlegungen zu Lohnverhandlungen einzubeziehen. 
Ziele: a) Entkopplung der Beiträge zur GKV vom Lohn. Dadurch: Verringerung der Lohnnebenkosten und positive Effekte für den Arbeitsmarkt. b) Keine Begrenzung der Ausgabenseite mehr. Übergang zu Mindestleistungen (für derzeit 210 €/Monat) und Zusatzleistungen auf zusätzlichen Beitrag. Dadurch: Stärkung der "Wachstumskräfte" im Gesundheitswesen.

### Pflegeversicherung
Für die Pflegeversicherung schlägt die Kommission folgende Maßnahmen vor:
1. Ziel ist es, die Lasten gleichmäßig auf alle Generationen zu verteilen.
2. Ab dem Jahr 2005 sollen die Beiträge jährlich um die Inflationsrate und der Hälfte der Reallohnsteigerung angehoben werden. Dies erlaubt langfristig gleich bleibende Leistung in der Pflege.
3. Der heutige Beitrag von 1,7 % des Bruttolohns soll mit 1,2 % wie bisher auch für laufende Ausgaben der jetzt Pflegebedürftigen verwendet werden. 0,5 % soll zweckgebunden für das eigene Pflegerisiko im Alter angespart werden.
4. Die Selbstbestimmung des Patienten soll ausgebaut werden. Dafür erhält jeder aus der Versicherung ein bestimmtes Budget, das der zu Pflegende selbstbestimmt für weitere Leistungen für seine Pflege ausgibt.

## Bewertung
Die Maßnahmen werden sich gemäß der Kommission wie folgt auswirken:
1. Ein Anstieg der Lohnnebenkosten ist nicht mehr möglich. Sogar ihre Senkung ist denkbar.
2. Es werden die Lasten gleichmäßiger auf die Generationen verteilt.
3. Es verbleibt allerdings bei diesen Vorschlägen für die Reform der Sozialversicherung immer noch eine langfristige Finanzierungslücke. Diese Lücke wird jedoch im Vergleich zum jetzigen System um 50 % reduziert.
4. Die Entscheidung, welche Maßnahmen getroffen werden sollen, fällt der Politik zu. Wie schnell die Politik imstande ist, einen politischen Willen zu erzeugen, der einen solchen Umbau von seit Jahrzehnten gewachsenen Institutionen wie den Sozialversicherungen bewirken kann, ist noch nicht geklärt.

Die recht heterogene Zusammensetzung der Kommission – vertreten waren alle politischen Lager mit teils erheblich abweichenden Vorstellungen über die Zukunft der Sozialversicherung – führte zu teilweise offenem Streit zwischen den Kommissionsmitgliedern. Insbesondere bei den Beratungen zum Umbau der Krankenversicherung konnten sich die Kommissionsmitglieder nicht auf eine eindeutige Linie einigen. Während sich gewerkschafts- und SPD-nahe Mitglieder für die Bürgerversicherung aussprachen, votierten wirtschafts- und CDU-nahe Vertreter – darunter auch SPD-Mitglied Bert Rürup sowie die Mehrheit der vertretenen Wirtschaftswissenschaftler – für das Modell der pauschalen Gesundheitsprämie. Der Streit wurde offen über die Medien ausgetragen.
Der mittlerweile im „Gesetz zur Sicherung der nachhaltigen Finanzierungsgrundlagen der Gesetzlichen Rentenversicherung“ umgesetzte Vorschlag des Nachhaltigkeitsfaktors gilt hingegen als großer Schritt zur Sicherung der Nachhaltigkeit und Aufrechterhaltung des Rentenversicherungssystems auch und gerade in der Zukunft.
Dennoch wurde die Arbeit der Kommission nicht als so erfolgreich eingestuft wie die Arbeit der „Hartz-Kommission“ im August 2002.